# Nooitgedagt
Nooitgedagt is een voormalige fabriek in IJlst die vooral bekend is geworden door zijn schaatsen, die in feite een bijproduct waren. Houtbewerkingsgereedschap was de belangrijkste productlijn, en gedurende enkele tientallen jaren is er ook houten speelgoed vervaardigd. De firma was in vroeger tijden de grootste werkgever van de stad en de fabriek stond in het centrum. Voor een uitbreiding is destijds een rij huizen gesloopt. Na 1975 werd er alleen nog gereedschap gemaakt.

## Geschiedenis
De fabriek kwam voort uit de zolderwerkplaats waar Jan Jarings Nooitgedagt in 1865 begon met het maken van schaatsen en schaven. Met het eerste personeel, de zolderjongens, werd de productie uitgebreid. Daarna werd het naastgelegen pand, en later steeds meer onroerend goed verworven om aan de vraag te voldoen. Tot eind jaren 1990 bleef Nooitgedagt een familiebedrijf. In 1975 werd de productie van speelgoed beëindigd en enkele jaren later ook die van schaatsen.
Nooitgedagt is vooral bekend geworden door zijn houtjes (traditionele schaatsen) en het deels houten gereedschap. Tot circa 1990 was het een enorme bedrijvigheid in het centrum van IJlst. De firma had zelfs een spoorlijntje aangelegd over de weg, om zo verbinding te hebben met de tegenovergelegen opslagloodsen (droogloodsen) voor hout. De opslagloodsen lagen ook in het centrum, aan de overkant van de gracht.
Rond 1990 werd duidelijk dat Nooitgedagt niet op de huidige locatie kon blijven bestaan en week het uit naar een nieuw gebouw op het industrieterrein. De nieuwe fabriek werd geopend door Prinses Margriet, die een enorme beitel onthulde. Het mocht echter niet baten. Aan het begin van de 21e eeuw werd Nooitgedagt overgenomen (met behoud van naam) en werd een vestiging van een buitenlands bedrijf. Enkele jaren later sloot het moederbedrijf de vestiging en zo is de naam Nooitgedagt nog slechts een herinnering in IJlst. 

## Fabrieksgebouwen

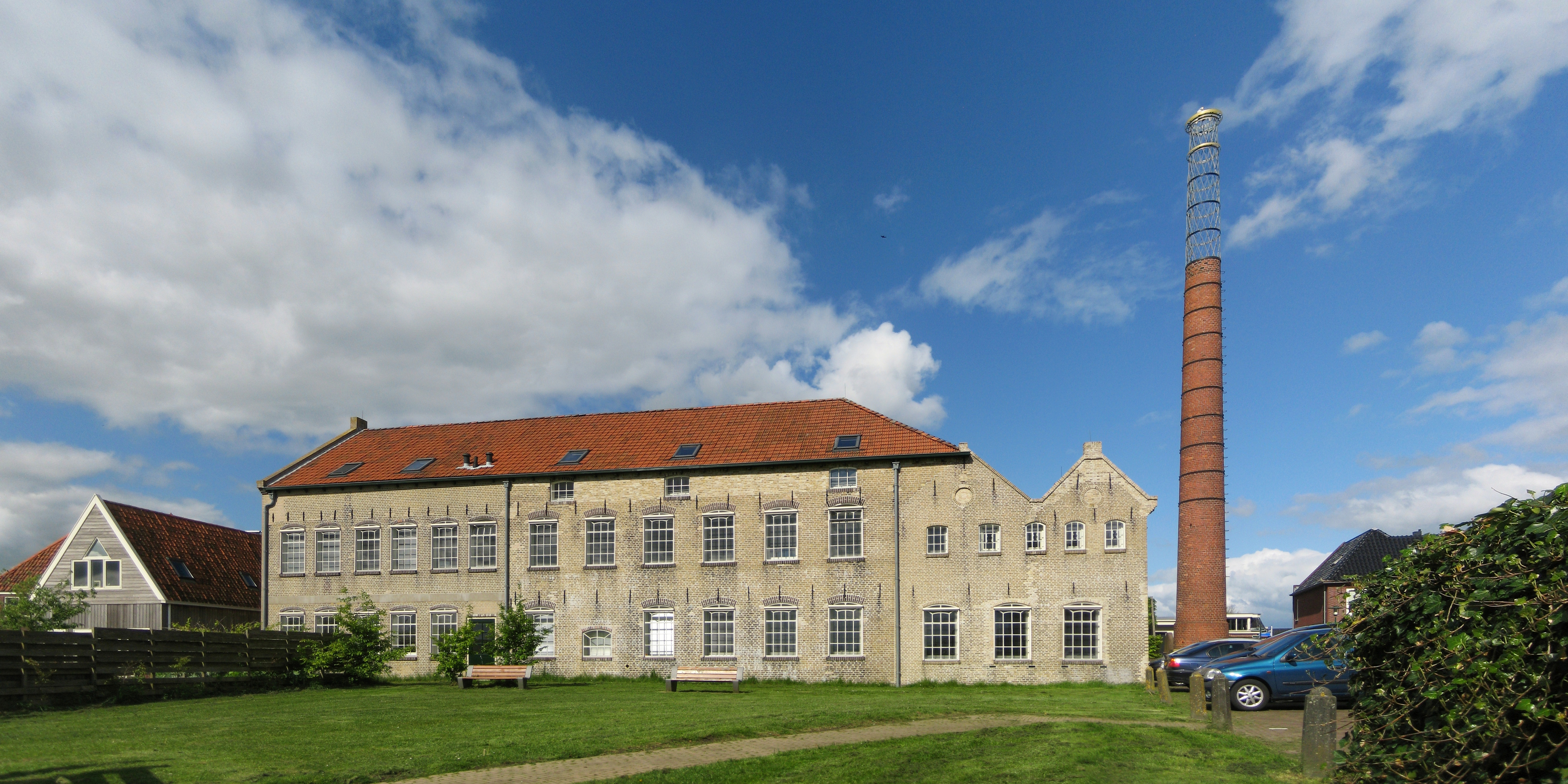
De achterzijde en schoorsteen van Nooitgedagt in 2014

Het hoofdgebouw, een van de eerste gebouwen in Nederland die helemaal van beton zijn gemaakt, een markant gebouw in het centrum van de stad is gesloopt. Het enige overgebleven oorspronkelijk eerste fabrieksgebouw is gerenoveerd en omgebouwd tot kantoorunits.
- Schoorsteen: deze staat er nog steeds en is op originele wijze gerestaureerd, de top van de schoorsteen van 14 m, die in de jaren 80 was  gesloopt, is opnieuw geplaatst in de vorm van een stalen frame. Bij duisternis is de schoorsteen aangelicht en straalt helder wit licht uit.
- Pakhuizen: tegenover de fabriek gelegen, stonden direct aan de gracht. Ze zijn nu gesloopt. Op de plaats zijn woningen gebouwd.
- Houten droogloodsen: deze stonden op een groot terrein achter de pakhuizen, en waren gemaakt om hout te laten drogen en op te slaan. Ook hier zijn woningen gebouwd rondom een pleintje.

## Trivia

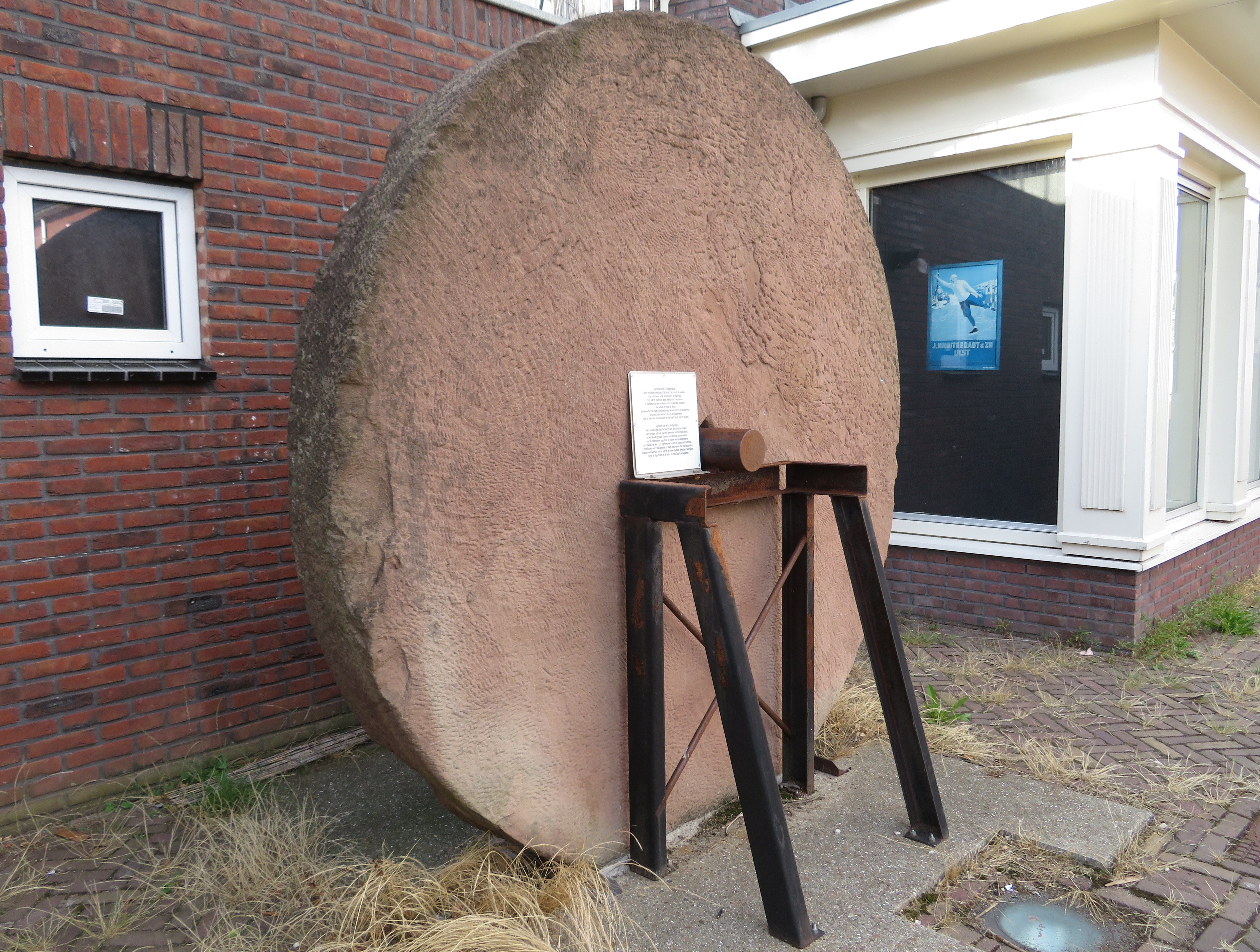
Slijpsteen van de voormalige fabriek

- Er is zo'n 10 jaar gediscussieerd over de invulling van de Nooitgedagt-terreinen, zowel door burgers als door de politiek. In die 10 jaar is er niets gedaan met de fabriek. De gemeenschap van IJlst was verdeeld over de invulling. Vooral de sloop van het markante fabrieksgebouw riep veel discussie op.
- Op de terreinen staan nu grotendeels nieuwbouw-woningen. Niet iedereen is gecharmeerd van de bouwwijze. De huizen zijn als blok op fabrieksmatige wijze gebouwd. Dit in tegenstelling met de oorspronkelijke bouwwijze van de huizen in Oud IJlst. De huizen en huisjes langs de beide grachten met hun unieke overtuinen staan schouder aan schouder, ieder met eigen muren en goten. Op de plek van het oude betonnen fabrieksgebouw, voor de eerste Nooitgedagt fabriek, staan nu vijf markante woningen die qua volume overeenkomen met het betonnen fabrieksgebouw.
- Op 22 april 2006 is er een kijkcentrum geopend in IJlst met Nooitgedagt-gereedschap, speelgoed en schaatsen.
- Sinds 2018 is de collectie Nooitgedagt ondergebracht in museum en werkplaats Houtstad-IJlst.